# Sztuka infiltracji
Sztuka Infiltracji (tytuł oryginału: The Art of Intrusion: The Real Stories Behind the Exploits of Hackers, Intruders & Deceivers) – druga książka autorstwa Kevina Mitnicka i Wlliama L. Simona dotycząca hackingu oraz crackingu. Została wydana w 2005 roku. W Polsce ukazała się w czerwcu 2006 roku nakładem Wydawnictwa Albatros, a kilka tygodni później także Wydawnictwa Helion. W obu przypadkach tłumaczem był Cezary Frąc.
W przeciwieństwie do poprzedniej książki Mitnicka, w tej nie przyjęto socjotechnik mających na celu uzyskanie dostępu do systemów komputerowych za temat główny, wspominając tylko o nich. Poświęcono ją opisom wziętych z życia przykładów łamania zabezpieczeń sieci telefonicznych, systemów bankowych, automatów do gier hazardowych czy systemów obsługujących wielkie firmy i koncerny prasowe. Autorzy skupili się głównie na najczęściej popełnianych błędach przy projektowaniu sieci i oprogramowania oraz sposobach wykorzystania ich przy uzyskiwaniu nieautoryzowanego dostępu do tych sieci bądź systemów błędnie oprogramowanych.
Książka podzielona jest na 11 rozdziałów. Każdy z nich, poza ostatnim, zawiera inną opowieść o wyczynach hakerskich. Tekst najczęściej zakończony jest trzema sekcjami:
- "Spostrzeżenia", w której Mitnick przedstawia swoje uwagi na temat ataku i podpowiada na co czytelnik powinien zwrócić szczególną uwagę.
- "Środki zaradcze", w której autorzy przedstawiają możliwe sposoby zapobiegania podobnym atakom.
- "Podsumowanie", zawierające morał jaki powinien płynąć z danej opowieści.

Ostatni rozdział to zbiór 7 krótkich opowieści, które "niezupełnie pasują do poprzednich rozdziałów", ale są według Autorów na tyle zabawne i pouczające, że postanowili je dołączyć do książki.
Mitnick i Simon zapewniają, że wszystkie przedstawione historie są prawdziwe i przez nich zweryfikowane. Zastrzegają jednak, że ze względu na charakter sztuki hakerskiej proces weryfikacji był bardzo trudny oraz, że: 

(...) możliwe – a nawet wysoce prawdopodobne – że niektórzy wzbogacili swoje opowieści, aby stały się bardziej fascynujące, lub też wymyślili je od początku do końca, ale budując swoje historie wokół wyczynów na tyle możliwych, iż zyskały wydźwięk prawdy.